# Formatge Gloucester
El formatge de Gloucester és un formatge tradicional semidur, de llet crua de vaca, que es produeix des del segle xvi a Gloucestershire (Anglaterra). Per a fer aquest formatge s'utilitza únicament llet de vaques de Gloucester, una raça gairebé extinta. Hi ha dos tipus de formatge gloucester, el simple, que es fa amb una barreja de llet desnatada i de llet sencera, i el doble, que es fa amb llet sencera.

## Renovació de Farmhouse Gloucester
La fabricació de formatges tradicionals de Gloucester a partir de la vaca de Gloucester es va extingir a la dècada de 1950 juntament amb la majoria del bestiar de Gloucester. Tanmateix, el 1973 Charles Martell va aconseguir reunir 3 vaques Old Gloucester del ramat de menys de 50 que quedava al comtat. Una sèrie de televisió de la BBC A Taste of Britain va filmar el seu intent reeixit de reviure la tradició de la masia Double Gloucester aquell any. El 1978 Charles Martell va tornar a reviure el formatge Gloucester perdut. El formatge Gloucester de producció tradicional compta amb el suport del moviment Slow Food des de 2004. El formatge Gloucester únic té Denominació d'Origen Protegida i només es pot elaborar a Gloucestershire en granges amb vaques Gloucester. A partir de 2010, sis formatgeries estan produint aquest formatge.

## Variacions
Double Gloucester sovint es barreja amb altres ingredients. Una varietat feta barrejant-se amb cibulet i ceba tendra s'ha comercialitzat com a formatge Cotswold, tot i que no és un nom de formatge anglès tradicional. Aquest formatge suposadament té un color semblant a la pedra de Cotswold.
El formatge Huntsman, també conegut com Stilchester, s'elabora amb capes alternes de Double Gloucester i Stilton.

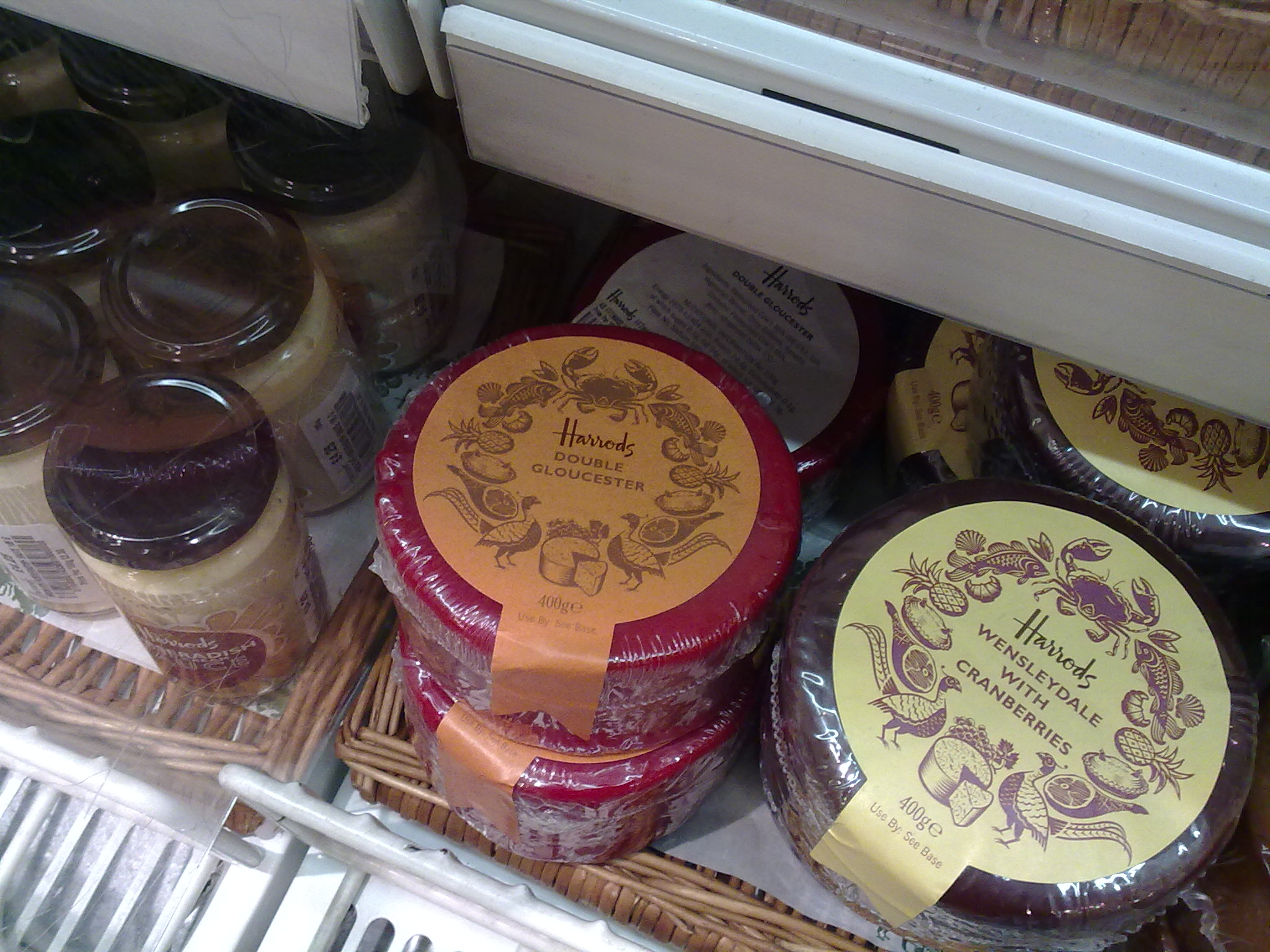
Doble Gloucester